# Epoxiconazol
Epoxiconazol es un ingrediente activo fungicida de la clase de los azoles desarrollado para proteger cultivos. La substancia inhibe el metabolismo de las células de los hongos que pueden infestar plantas útiles, previniendo así el crecimiento del micelio (células micóticas). El Epoxiconazol también limita la producción de conidióforas (mitosporas). El Epoxiconazol fue introducido en el mercado por BASF SE en 1993 y se encuentra en muchos productos y mezclas de producto contra agentes patógenos en varios cultivos. Ejemplos de estos cultivos son los cereales (principalmente trigo, cebada, centeno y triticale), soja, plátano, arroz, café,  nabos, remolacha roja y azucarera.

## Uso
Se prevé que la oferta mundial de los alimentos enfrentará un estrés adicional en el futuro.  En la siguiente década se espera un crecimiento de un 21% en la demanda de cereales solamente en Europa, mientras que la producción se estima que crecerá solamente un 7%. Al mismo tiempo dos enfermedades de los cereales, septoriosis de la hoja o mancha de la hoja (Septoria tritici) y roya (Puccinia triticina), son responsables de hasta un 30% de las pérdidas de producción. Si no se logran controlar de una manera adecuada, estas enfermedades pueden afectar la disponibilidad y la calidad de los alimentos.

## Resistencia
Algunos agentes patógenos de las plantas desarrollan resistencia contra los fungicidas. A diferencia de un rápido desarrollo de resistencia a las estrobilurinas, los fungicidas a base de azoles como el Epoxiconazol han mantenido su efectividad controlando enfermedades clave del trigo por más de dos décadas. Según un estudio hecho por la administración de cereales nacionales de Estados Unidos (HGCA), el Epoxiconazol es el único de dos fungicidas a base de triazoles (el otro es protioconazol) que aún proporciona un nivel elevado de erradicación y control protector de Septoria Tritici. Otras clases complementarias de fungicidas como los fungicidas de contacto, estrobilurinas o carboxamidas están disponibles para los agricultores. En estos casos, los mejores índices de actividad se consiguen con mezclas de triazoles.

## Modo de acción
Como un azol, el Epoxiconazol detiene activamente la producción de nuevas esporas micóticas e inhibe la biosíntesis de células hostiles existentes. El Epoxiconazol funciona como un erradicante encapsulando los haustorios, impidiendo el abastecimiento de nutrientes y por consecuencia generando la muerte. Algunas interacciones de los fungicidas pueden incrementar la producción de micotoxinas, que son productos normales de los hongos. Se ha constatado que la inclusión de triazoles, como el Epoxiconazol, en la mezcla de fungicidas puede ser necesaria para limitar los niveles de micotoxinas.

## Estado del registro
La Directiva sobre productos fitosanitarios de la UE (91/414 EEC) incluye el Epoxiconazol en el anexo I. Solamente los ingredientes activos incluidos en ella pueden ser utilizados en los productos para la protección de plantas y vendidos a los agricultores.  Las sustancias pueden ser solamente incluidas en el anexo I si han sido exhaustivamente evaluadas respecto a las propiedades fisicoquímicas, al destino y comportamiento en el medio ambiente y a las propiedades toxicológicas por las autoridades de la UE y AESA. Solamente si una sustancia ha sido probada que es segura, utilizada con respecto a las instrucciones, para los usuarios, consumidores y  el medio ambiente, es incluida.  Las listas del anexo I son válidas por diez años. La inclusión del Epoxiconazol expira el 30 de abril de 2019.  Los agricultores europeos pueden utilizar productos que contengan Epoxiconazol dependiendo de su registro nacional, por lo menos hasta la fecha de expiración de las listas del anexo I.